# Casa Colom
La Casa Colom és una obra de Sant Joan les Fonts (Garrotxa) inclosa a l'Inventari del Patrimoni Arquitectònic de Catalunya.

## Descripció
És un mas de planta rectangular i teulat a dues aigües amb les vessants vers les façanes laterals. Disposa de planta baixa, destinada al bestiar, amb voltes d'arestes, on encara s'hi poden veure els encofrats primitius; a la planta habitatge s'accedeix per una escala exterior que mena a la porta principal (angle llevant tramuntana) feta de carreus tallats i llinda sense inscripció. Cal destacar a la façana de migdia una filera de cinc badius rectangulars al primer pis. Davant el mas hi ha l'era i una pallissa amb arcada de punt rodó feta de pedra volcànica i coberts amb voltes d'aresta que sostenen el terra de fusta del pis.

## Història
Mas situat a la serra de Ça Calm que en els documents apareix esmentada amb el nom de "Columbo". Entre els hereus d'aquesta casa hi figura en primer lloc un tal Pere Colom qui, el 19 de desembre del 1375, confessà ésser home propi del monestir de Sant Joan i del seu prior fra Bertran de Tremato per raó de llur mas, que posseïa en directe domini del monestir. Un seu fill Pere, obrant com a hereu del mas, ven a Pere Domenec una peça de terra prop del mas Marunys, el 4 de maig de 1392. Un tal Joan i el seu fill Pere, el 24 de setembre de 1448, venen perpètuament a Jaume de Marunys una peça de terra situada a la costa de Molera. L'any 1576 figura com a hereu Esteve Colom i en l'any 1700 en Joan Colom fou un dels fundadors de la confraria de Sant Isidre Llaurador en la parròquia de Sant Joan les Fonts.